# شوكت الفار (عزبة)
عزبة شوكت الفار، عزبة تابعة لقرية أبيوقا بالوحدة المحلية لقرية كنيسة الصرادوسي، التابعة لمركز دسوق، التابع لمحافظة لمحافظة كفر الشيخ في جمهورية مصر العربية.